# John M. Robsion, Jr.
John Marshall Robsion, Jr., född 28 augusti 1904 i Barbourville, Kentucky, död 14 februari 1990 i Fort Lauderdale, Florida, var en amerikansk republikansk politiker. Han representerade delstaten Kentuckys tredje distrikt i USA:s representanthus 1953–1959. Han var son till John M. Robsion.
Robsion avlade 1926 juristexamen vid George Washington University. Han studerade även vid Georgetown University och National War College. Han arbetade som advokat i Louisville och deltog i andra världskriget i USA:s armé.
Robsion efterträdde 1953 Thruston Ballard Morton som kongressledamot. Han omvaldes två gånger. Han besegrades i kongressvalet 1958 av demokraten Frank W. Burke.
Robsion avled 1990 och gravsattes på Cave Hill Cemetery i Louisville.